# Ейский (Ростовская область)
Ейский — хутор в Боковском районе Ростовской области.
Входит в состав Верхнечирского сельского поселения.

## География
На хуторе имеется одна улица: Степная.

## Население
| 1989 | 2002 | 2010 |
| ---- | ---- | ---- |
| 74   | ↘46  | ↘37  |